# Zwierowiczi
Zwierowiczi (ros. Зверовичи) – rosyjska wieś (ros. деревня, trb. dieriewnia) na malejewskim osiedlu wiejskim w rejonie krasninskim (obwód smoleński).

## Geografia
Miejscowość, określana jako wieś w typie dieriewni, położona jest nad Łupą, 21,5 km od najbliższego przystanku kolejowego (478 km), 5,5 km od granicy z Białorusią, przy drogach rejonowych 66N-1105 (Bolszaja Dobraja – Pawłowo – Zwierowiczi – Szejeno) i 66N-1106 (Zwierowiczi / 66N-1105 – Lubaniczi – Wasilewiczi), 22,5 km od drogi magistralnej M1 «Białoruś», 8,5 km od drogi rejonowej 66A-3 (Krasnyj – granica z Białorusią / Lady), 16 km od centrum administracyjnego osiedla wiejskiego (Malejewo), 12,5 km od centrum administracyjnego rejonu (Krasnyj), 58,5 km od Smoleńska.
W granicach miejscowości znajdują się ulice: Centralnaja, Mołodiożnaja, Siewiernaja, Zawodskaja.

## Demografia
W 2010 miejscowość zamieszkiwały 102 osoby.

## Historia
W czasie II wojny światowej od lipca 1941 roku wieś była okupowana przez hitlerowców. Wyzwolenie nastąpiło we wrześniu 1943 roku.
Uchwałą z dnia 25 maja 2017 roku w skład jednostki administracyjnej Malejewskoje weszły wszystkie miejscowości (w tym Zwierowiczi) pawłowskiego osiedla wiejskiego